# Marla Runyan
Marla Runyan (* 4. Januar 1969 in Santa Maria, Kalifornien) ist eine ehemalige US-amerikanische Mittel- und Langstreckenläuferin. 

## Leben
Als sie neun Jahre alt war, diagnostizierte man bei ihr Morbus Stargardt. Im Verlauf der Krankheit verschlechterte sich ihre Sehschärfe auf 0,04. Nach dem Studium an der Camarillo High School im Jahr 1987 begann Runyan ein Studium an der San Diego State University, wo sie an Wettkämpfen in mehreren Disziplinen wie Siebenkampf, Hürdenlauf, Hochsprung und 800-Meter-Lauf teilzunehmen begann. 1994 schloss sie ihr Studium mit einem Master’s Degree ab.
Ihre internationale Karriere als Läuferin begann bei den Panamerikanischen Spielen 1999, bei denen sie das Rennen über 1500 m für sich entscheiden konnte. Bereits ein Jahr später konnte sie bei den Olympischen Sommerspielen in Sydney einen achten Platz über 1500 m erkämpfen. Als erste olympische Athletin, die zuvor bei den Paralympics teilgenommen hatte, erlangte Runyan im Anschluss weltweite Bekanntheit. 
Von 2001 bis 2003 wurde sie jeweils US-amerikanische Meisterin im 5000-Meter-Lauf, von 2002 bis 2004 siegte sie dreimal in Folge beim Freihofer’s Run for Women über 5 km. 2002 wurde sie beim New-York-City-Marathon in 2:27:10 h als schnellste US-Amerikanerin Vierte. 2003 wurde sie Fünfte beim Boston-Marathon, 2004 Siebte beim Chicago-Marathon. Nachdem sie 2006 durch einen Sieg beim Twin Cities Marathon nationale Marathon-Meisterin geworden war, beendete sie ihre sportliche Karriere.
Marla Runyan ist 1,73 m groß und wiegt 54 kg. Am 5. August 2002 heiratete sie ihren Trainer Matt Lonergan, mit dem sie in Eugene (Oregon) lebt. 2005 brachte sie eine Tochter zur Welt. 

## Veröffentlichung
- mit Sally Jenkins: No Finish Line: My Life As I See It. Penguin Group, 2001, ISBN 0399148035
  - Mein Weg an die Spitze. Lübbe, Bergisch Gladbach 2002, ISBN 3-7857-2087-4; ebd. 2004, ISBN 3-404-61548-4

## Persönliche Bestzeiten
- 1500 m: 4:02,94 min, 12. Juli 2002, Rom
- 3000 m: 8:39,36 min, 26. Mai 2002, Eugene
- 5000 m: 14:59,20 min, 29. Mai 2004, Waltham
- 10.000 m: 32:11,92 min, 21. April 2006, Eugene
- 10-km-Straßenlauf: 31:46 min, 14. Oktober 2002, Boston
- 15-km-Straßenlauf: 48:43 min, 8. März 2003, Jacksonville
- 20-km-Straßenlauf: 1:05:52 h, 1. September 2003, New Haven
- Halbmarathon: 1:11:19 h, 	15. September 2002, Philadelphia
- Marathon: 2:27:10 h, 3. November 2002, New York City